# Freedom House
Freedom House là một tổ chức phi chính phủ, phần lớn được chính phủ Hoa Kỳ tài trợ, có trụ sở chính tại Washington, D.C., với mục đích hoạt động là tiến hành nghiên cứu và ủng hộ dân chủ, tự do chính trị và quyền con người. Freedom House được thành lập vào tháng Mười năm 1941, với chính trị gia người Mỹ Wendell Willkie và phu nhân tổng thống đương thời Eleanor Roosevelt là chủ tịch đầu tiên.
Tổ chức tự mô tả chính mình là "tiếng nói cho dân chủ và tự do trên toàn thế giới". Tuy vậy, một số người chỉ trích cho rằng Freedom House có phần nghiêng về phía Hoa Kỳ do phần lớn kinh phí hoạt động của tổ chức được nước này tài trợ. Cụ thể, vào năm 2006, các khoản tài trợ của Hoa Kỳ chiếm 66% kinh phí hoạt động của tổ chức, con số này tăng lên 86% vào 2016.
Báo cáo thường niên của tổ chức này, có tên Tự do trên Thế Giới, thường xuyên được các nhà khoa học chính trị, nhà báo và nhà hoạch định chính sách trích dẫn làm ví dụ. Tự do Báo chí và Tự do Mạng, một báo cáo xem xét kiểm duyệt, hăm dọa và bạo lực chống lại các nhà báo và quyền truy cập thông tin công khai, cũng là một trong những báo cáo đặc trưng của tổ chức.

## Lịch sử
Freedom House được thành lập vào ngày 31 tháng 10 năm 1941.:293 Trong số những người sáng lập gồm có Eleanor Roosevelt, Wendell Willkie, Mayor Fiorello La Guardia, Elizabeth Cutter Morrow, Dorothy Thompson, George Field, Herbert Agar, Herbert Bayard Swope, Ralph Bunche, Father George B. Ford, Roscoe Drummond và Rex Stout. George Field (1904–2006)  là giám đốc điều hành của tổ chức cho đến khi ông nghỉ hưu vào năm 1967.
Trên trang web của tổ chức này có ghi, "Freedom House là tổ chức lâu đời nhất của Hoa Kỳ cống hiến cho việc hỗ trợ và bảo vệ nền dân chủ trên khắp thế giới. Tổ chức chính thức được thành lập ở New York vào năm 1941 nhằm thúc đẩy sự tham gia của Hoa Kỳ vào Chiến tranh thế giới thứ hai và công cuộc chiến đấu chống phát xít". Trên thực tế, một số nhóm đã ủng hộ việc Hoa Kỳ tham chiến và vào đầu mùa thu năm 1941, khi các nhà hoạt động khác chồng chéo nhau, Ủy ban Đấu tranh cho Tự do đã bắt đầu tìm cách sáp nhập chúng lại. George Field sau đó đã hình thành ý tưởng về việc đưa tất cả các nhóm lại dưới một mái nhà — Freedom House — nhằm thúc đẩy các nguyên tắc tự do.
Sau chiến tranh, theo trang wweb của tổ chức tuyên bố, "Freedom House đã tiến hành các cuộc đấu tranh chống lại mối đe dọa độc tài khác của thế kỷ 20, chủ nghĩa cộng sản,... Ban lãnh đạo tổ chức tin rằng sự lan rộng của dân chủ sẽ là vũ khí tốt nhất chống lại các hệ tư tưởng độc đài". Freedom House ủng hộ Kế hoạch Marshall và thành lập NATO. Freedom House cũng đã ủng hộ các chính sách thúc đẩy Chiến tranh Việt Nam của Chính quyền Johnson.
Freedom House chỉ trích chủ nghĩa McCarthy. Trong những năm 1950 và 1960, tổ chức này đã ủng hộ Phong trào dân quyền của Hoa Kỳ và các nhà lãnh đạo của nó bao gồm một số nhà hoạt động dân quyền nổi tiếng – mặc dù chỉ trích các nhà hoạt động dân quyền khác như Martin Luther King Jr. vì hoạt động phong trào phản chiến trong Chiến tranh Việt Nam. Tổ chức này còn ủng hộ Andrey Dmitryevich Sakharov, những người bất đồng chính kiến khác của Liên Xô và Công đoàn Đoàn kết ở Ba Lan. Freedom House còn hỗ trợ các quốc gia "hậu cộng sản" thành lập những phương tiện truyền thông độc lập, các tổ chức tư vấn phi chính phủ và thể chế cốt lỗi chính trị bầu cử.

Tổ chức này đã tự nhận định mình là tiếng nói rõ ràng cho dân chủ và tự do trên toàn thế giới. Freedom House tuyên bố rằng:
[Họ] đã phản đối mạnh mẽ các chế độ độc tài ở Trung Mỹ và Chile, phân biệt chủng tộc ở Nam Phi, đàn áp Mùa xuân Praha, chiến tranh của Liên Xô ở Afghanistan, nạn diệt chủng ở Bosnia và Rwanda cùng sự vi phạm nhân quyền tàn bạo ở Cuba, Myanmar, Cộng hòa Nhân dân Trung Hoa và Iraq. Tổ chức đã bảo vệ quyền của các nhà hoạt động dân chủ, tín đồ tôn giáo, đoàn viên công đoàn, nhà báo và những người ủng hộ thị trường tự do.

## Các bản báo cáo
Các bản bảo cáo thống kê thường niên của Freedom House như: Freedom in the World (xếp hạng về quyền dân chủ trên thế giới); Freedom on the Net (xếp hạng về quyền tự do trên không gian mạng).

### Freedom in the World
Từ năm 1972, tổ chức này xuất bản một báo cáo thường niên mang tên "Freedom in the World" để chỉ về mức độ tự do dân chủ ở các quốc gia và lãnh thổ trên toàn thế giới, theo cách đánh giá của Freedom House tình trạng dân chủ và tự do được đánh giá trên thang điểm từ 1 (tự do nhất) đến 7 (ít tự do nhất). Các nơi có mức trung bình từ 1,0 đến 2,5 được coi là "tự do". Nơi có giá trị từ 3,0 đến 5,5 được coi là "tự do trung bình" và nơi có giá trị từ 5,5 đến 7,0 được coi là "không có tự do".